# Tipula (Pterelachisus) shomio
Tipula (Pterelachisus) shomio is een tweevleugelige uit de familie langpootmuggen (Tipulidae). De soort komt voor in het Palearctisch gebied.